# 乾草廣場

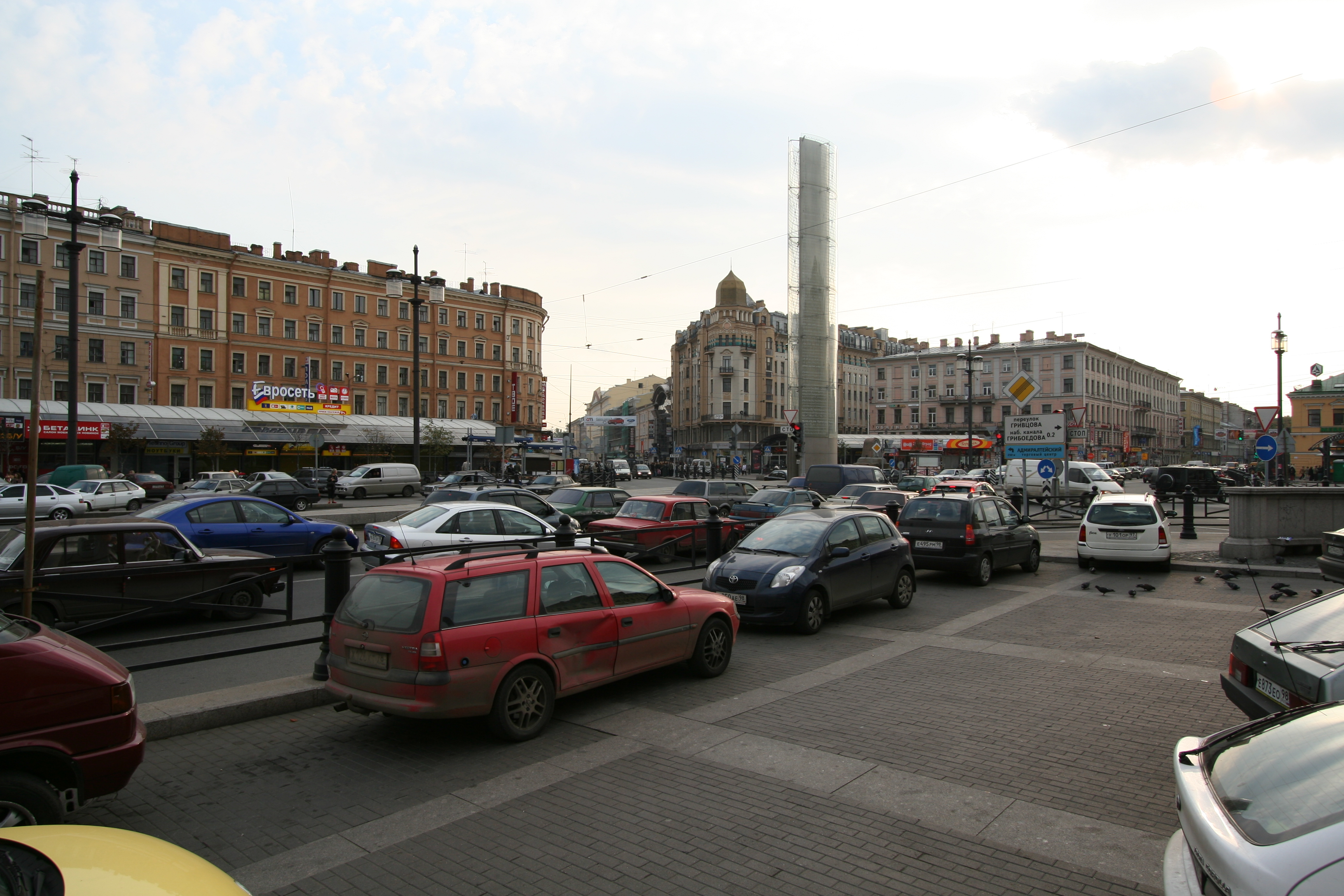
2009年的乾草廣場。圖中的「和平柱」在2010年被拆走

59°55′37″N 30°19′05″E / 59.927°N 30.318°E
乾草廣場（羅馬化：Sennaya Ploshad）是俄羅斯第二大城市聖彼得堡的一個廣場，位於莫斯科大街、花園大街等三條街巷的交界處。
廣場的名稱是乾草市場的意思，始於1737年，當時是乾草、牛和木柴交易的地方，也是施行鞭笞的地方，而廣場周圍是貧民窟。廣場上建於1753年的聖母升天教堂在1961年被拆除，以興建地鐵。1963年至1991年間名為和平廣場。